# Kadri Moendadze
Kadri Moendadze (nacido el 23 de enero de 1994 en Mamoudzou) es un jugador de baloncesto francés que actualmente pertenece a la plantilla del Chorale Roanne Basket de la LNB Pro A, la primera división francesa. Con 1,91 metros de altura puede jugar tanto en la posición de escolta como en la alero.

## Trayectoria profesional

### Cholet Basket
Dio sus primeros pasos en el BC Mtsapere, antes de entrar en 2010, con 16 años, en la cantera del Cholet Basket. 
Debutó con el primer equipo de la Pro A en la temporada 2013-2014 (10 partidos de liga con un promedio de 0,5 puntos (100 % en tiros libres) y 0,9 rebotes en 4,3 min y 6 partidos de EuroChallenge con un promedio de 1,5 puntos (100 % en tiros libres) y 1,3 rebotes en 7 min de media).
En la siguiente temporada (2014-2015), jugó 4 partidos de liga con un promedio de 1,8 puntos (100 % en tiros de 2 y 33,3 % en triples) en 2,8 min.
En su última temporada en Cholet (2015-2016), jugó 28 partidos de liga con un promedio de 2,2 puntos (83,3 % en tiros libres) y 1,2 rebotes en 9,9 min.
Disputó un total de 42 partidos de liga con el cuadro de Cholet entre las tres últimas temporadas, promediando 1,5 puntos (61,1 % en tiros libres) y 0,7 rebotes en 5,6 min de media.

### S.O.M. Boulogne
El 27 de mayo de 2016, el S.O.M. Boulogne de la Pro B (2.ª división francesa), anunció su fichaje por tres temporadas.

## Selección francesa
Disputó con las categorías inferiores de la selección francesa el Europeo Sub-18 de 2012, celebrado entre Liepaja, Letonia y Vilnius, Lituania, donde Francia acabó en 13.ª posición.
Jugó 8 partidos con un promedio de 1,9 puntos, 1,6 rebotes y 1 robo en 11,3 min de media.